# Norra Skärv
Norra Skärv är en bebyggelse norr om Skärv vid västra stranden av Skärvalången i Skärvs socken i Skara kommun. Från 2015 avgränsar SCB här en småort.